# زاراتي ويلكا
بابلو زاراتي (توفي عام 1905)، والمعروف أيضًا باسم ويلكا ("الشمس" باللغة الأيمرية)، هو زعيم محلي بوليفي أيد الفيدرالية دفاعًا عن الحكم الذاتي الأصلي. كان ضابطًا في الجيش البوليفي، ووصل إلى رتبة عقيد، وقاد إحدى أكبر التمردات الهندية في تاريخ بوليفيا.
قوات التحرير المسلحة زاراتي ويلكا (Fuerzas Armadas de Liberación Zárate Willka)، وهي مجموعة حرب عصابات بوليفية تم تنظيمها حوالي عام 1985، سُميت على شرف ويلكا.